# Vabre

Vabre este o comună în departamentul Tarn din sudul Franței. În 2009 avea o populație de 812 de locuitori.

## Evoluția populației
| An        | 1975  | 1982  | 1990 | 1999 | 2006 | 2009 |
| --------- | ----- | ----- | ---- | ---- | ---- | ---- |
| Populație | 1.119 | 1.062 | 927  | 810  | 832  | 812  |